# Leopoldo Calvo-Sotelo
Pour les articles homonymes, voir Calvo, Sotelo et Bustelo.
Leopoldo Calvo-Sotelo y Bustelo [leoˈpoldo ˈkalβosoˈtelo i βusˈtelo], 1er marquis de la Ría de Ribadeo, né le 14 avril 1926 à Madrid et mort le 3 mai 2008 à Pozuelo de Alarcón, est un homme d'État espagnol.
Président du gouvernement espagnol de février 1981 à décembre 1982, il fut un acteur important de la Transition démocratique en Espagne.

## Enfance et formation
Il est le neveu de José Calvo Sotelo, dont l'assassinat fut une des causes du déclenchement de la guerre civile de 1936.
Ingénieur des Ponts et Chaussées de formation, il commença sa carrière dans l'industrie.

## Carrière
En 1967-1968, il est président de la RENFE (société des chemins de fer espagnol) et membre des Cortes franquistes pour l'Union des industries chimiques (1971).
Il est ministre dès les premiers gouvernements après la restauration de la monarchie ; en décembre 1975, il est nommé ministre du commerce dans le gouvernement de Carlos Arias Navarro puis à d'autres postes ministériels sous le gouvernement d'Adolfo Suárez à partir de juillet 1976.
Le 23 février 1981, il succède à Adolfo Suárez au poste de président du gouvernement. Le même jour, une tentative de coup d'État a lieu au Congrès des députés par Antonio Tejero, lieutenant-colonel de la garde civile. Le 2 décembre 1982, il est remplacé par le secrétaire général du PSOE, Felipe González, à la suite de sa victoire aux élections législatives. Sous son mandat furent prises des décisions majeures pour l'Espagne : adhésion à l'OTAN, procès des militaires putschistes, loi sur le divorce, négociation réussie avec les membres sécessionnistes d'ETA.
La quotidien El Diario relève en 2016 que plus de 50 % des ministres qui ont servi sous son gouvernement ont ensuite rejoint des conseils d’administration et des directions d’entreprises privées, le pantouflage étant une  pratique courante dans la vie politique espagnole. 
Le roi Juan Carlos lui confère la dignité de Grand d'Espagne en 2002 et le titre de marquis de la Ria de Ribadeo en remerciement des importants services rendus à son pays.
Le 3 mai 2008, il est victime d'un arrêt cardiaque et meurt à midi, selon l'annonce faite par son fils aîné. Le gouvernement décrète trois jours de deuil national. Le 8 mai 2008, il est le premier président du gouvernement de l'Espagne démocratique à recevoir, en la cathédrale de l'Almudena, des funérailles d'État. Celles-ci sont présidées par le roi et la reine et se déroulent en présence des plus hautes autorités espagnoles.
Calvo Sotelo a écrit plusieurs livres de mémoires et sur des questions politiques : Memoria viva de la transición (littér. Mémoire vive de la transition, 1990), Papeles de un cesante (± Carnets d’un homme politique au chômage, 1999), Pláticas de familia (littér. Entretiens en famille, 2003) et Sobre la transición exterior (littér. Sur la transition extérieure, 2005).

## Vie privée
Il est l'époux de Pilar Ibáñez-Martín, avec qui il se marie en 1954. Le couple a huit enfants. Parmi eux, Leopoldo est sous-secrétaire de l'Intérieur entre 1996 et 2001, Juan est maire de Castropol entre 1999 et 2003, et Víctor est secrétaire d'État aux Télécommunications entre 2011 et 2016.
Son cousin Carlos Bustelo est ministre de l'Industrie de 1979 à 1980 sous Adolfo Suárez et sa nièce Mercedes Cabrera est ministre de l'Éducation de 2006 à 2009, sous José Luis Rodríguez Zapatero.

## Décorations

### Nationales
- Collier de l'ordre de Charles III (4 mai 2008).
- Collier de l'ordre du Mérite civil (3 décembre 1982).

### Étrangères
- Grand-croix de l'ordre du Soleil (1982).